# Victor Kros
Victor Kros (Rotterdam, 11 september 1981) is een Nederlands voormalig voetballer die als doelman speelde.
Kros debuteerde op 20 februari 2002 in de Eredivisie voor Sparta Rotterdam als invaller voor Frank Kooiman in de thuiswedstrijd tegen AZ. Hij speelde dat seizoen zeven wedstrijden en in het seizoen 2002/03 negen wedstrijden in de Eerste divisie. Kros ging bij de amateurs van Haaglandia spelen en maakte vanaf van het seizoen 2006/07 deel uit van de selectie van SC Cambuur waarvoor hij niet in actie kwam. Begin 2008 speelde hij voor XerxesDZB en vervolgens een seizoen voor Papendrecht. In het seizoen 2010/11 was Kros doelman van zaalvoetbalclub TPP Rotterdam. In het seizoen 2011/12 speelde hij bij het Haagse team Real De Kroon. Kros volgde het CIOS in Arnhem en werd fitnessinstructeur.